# 月のワルツ
「月のワルツ」（つきのワルツ）は、諫山実生の楽曲である。2004年12月1日に東芝EMIより8枚目のシングルとして発売された。2004年10月から11月にかけてNHKの音楽番組『みんなのうた』で放送された楽曲で、諫山実生の楽曲が『みんなのうた』で放送されたのは、2002年8月から9月に放送された「恋花火」以来、2年ぶり2回目。

## 放送と反響
アニメーションの制作は、番組初参加のいしづかあつこが手掛けた。アニメーションは、からくり時計を見入る少女が、青く光る目をした老夫に出会うところから始まり、月が青い夜に森の中をさまよって、次々に不思議な体験をするというストーリーになっている。
NHKにリクエストの要望が多く寄せられるなど反響も高く、NHKの番組公式サイトへの問い合わせが2700件以上も殺到。この件数は2004年度で最大の件数となった。2005年2月期に再放送されたのをはじめとしてその後もたびたびアンコール放送されている。
シングルの初回出荷は2000枚であったが、2005年1月時点で既に3万枚以上を売り上げている。

## 収録曲
| 全作曲: 諫山実生。 |                                      |            |            |          |      |
| #                  | タイトル                             | 作詞       | 作曲・編曲 | 編曲     | 時間 |
| 1.                 | 「月のワルツ」                       | 湯川れい子 | 諌山実生   | 安部潤   | 4:43 |
| 2.                 | 「坂道」                             | 諫山実生   | 諫山実生   | 内池秀和 | 4:21 |
| 3.                 | 「月のワルツ」(オリジナル・カラオケ) |            | 諫山実生   |          | 4:40 |
| 合計時間:          | 合計時間:                            | 合計時間:  | 合計時間:  | 13:44    |      |

## カバー・バージョン
- 四条貴音（原由実） - 2010年に発売されたコンピレーション・アルバム『THE IDOLM@STER MASTER ARTIST 2 -FIRST SEASON- 06 四条貴音』に収録。